# Pudim de chocolate
Pudim de chocolate é uma sobremesa com sabor de chocolate. Existem dois tipos principais: uma sobremesa fervida e depois resfriada, que tem a textura de um creme com amido, bastante consumido nos Estados Unidos, Canadá, Alemanha, Suécia, Polônia e Leste e Sudeste Asiático; e uma versão cozida no vapor / assada, que tem a textura de um bolo, popular no Reino Unido, Irlanda, Austrália, Alemanha e Nova Zelândia.

## Ilhas Britânicas e versão australiana
Na Grã-Bretanha, Irlanda, Austrália e Nova Zelândia, o pudim de chocolate é semelhante à versão norte-americana do início do século 20. É uma sobremesa cozida a vapor composta de farinha, fermento em pó, açúcar, ovos inteiros, aroma de baunilha e cacau em pó ou chocolate misturados e cozidos no vapor ou assados como o pudim de Natal. Em termos de textura, se parece com o bolo de chocolate, porém mais denso, por ser cozido no vapor ou no forno com água fervente derramada sobre a massa do pudim.

## Versão norte-americana e asiática

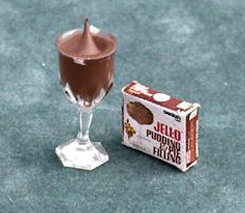
Pudim de chocolate da marca Jell-O.

A versão americana / canadense e asiática é uma das variedades mais comuns de pudim doce ou sobremesa servida nesses países. Geralmente é consumido como lanche ou sobremesa. Também serve de recheio para torta de chocolate ou tarte de fundo preto.
Historicamente, é uma variação do creme de chocolate, com amido usado como espessante em vez de ovos. As primeiras versões do prato feito com ovo e farinha podem ser encontradas na edição de 1918 do livro de receitas de Fannie Farmer, Boston Cooking School, e na edição de 1903 do Livro de Recibos de Kentucky, de Mary Harris Frazer.
No final do século XIX e no início do século XX, o pudim de chocolate era considerado um alimento apropriado para inválidos ou crianças, assim como uma sobremesa. Não era considerado um alimento saudável modernamente, mas como um alimento saudável e com alto teor de calorias para quem tem pouco apetite. A General Foods (Jell-O) lançou a mistura de pudim de chocolate em 1934 como "Sobremesa de Walter Baker". Mudou de nome para "Pudim de Pickle" em 1936.
Os pudins de chocolate modernos são geralmente feitos de leite e açúcar, aromatizados com chocolate e baunilha e engrossados com um amido, como farinha ou amido de milho. Ocasionalmente, os ovos ainda são usados para fazer essa sobremesa. Normalmente, é cozido no fogão, mas existem outros métodos, como microondas, vapor, panificação (às vezes em banho-maria) ou congelamento (usando gelatina como espessante). Esse pudim também pode ser feito com chocolate branco. O pudim de chocolate é comumente comprado pronto nas lojas. As marcas populares incluem Jell-O Pudding, da Kraft Foods Corporation e Snack Pack, da Hunt's.
Muitas pessoas fazem seus próprios pudins de chocolate em casa, mas as versões enlatadas ou refrigeradas são comercializadas nos supermercados.

## Informação nutricional
O pudim de chocolate é uma sobremesa relativamente leve se comparada com outras alternativas doces.